# 太麻里圳

太麻里圳為一座位於臺灣臺東縣太麻里鄉的灌溉水圳系統，太麻里圳最早興建於1884年（民國前28年），由當地原住民族自行開鑿建造，而在2010年（民國99年）時，莫拉克颱風侵襲導致太麻里圳進水口、沉沙池以及多條支線與分線遭到暴漲的太麻里溪水淹沒，現已修復，目前由台東農田水利會知本工作站進行管理與維護。'

## 設施

### 進水口
太麻里圳進水口設置於太麻里溪北岸堤防上，並有攔汙閘的配置，屬於閘門控制式。'

### 沉沙池
太麻里圳沉沙池設置在進水口後方，沈砂池全長70公尺、寬7公尺。

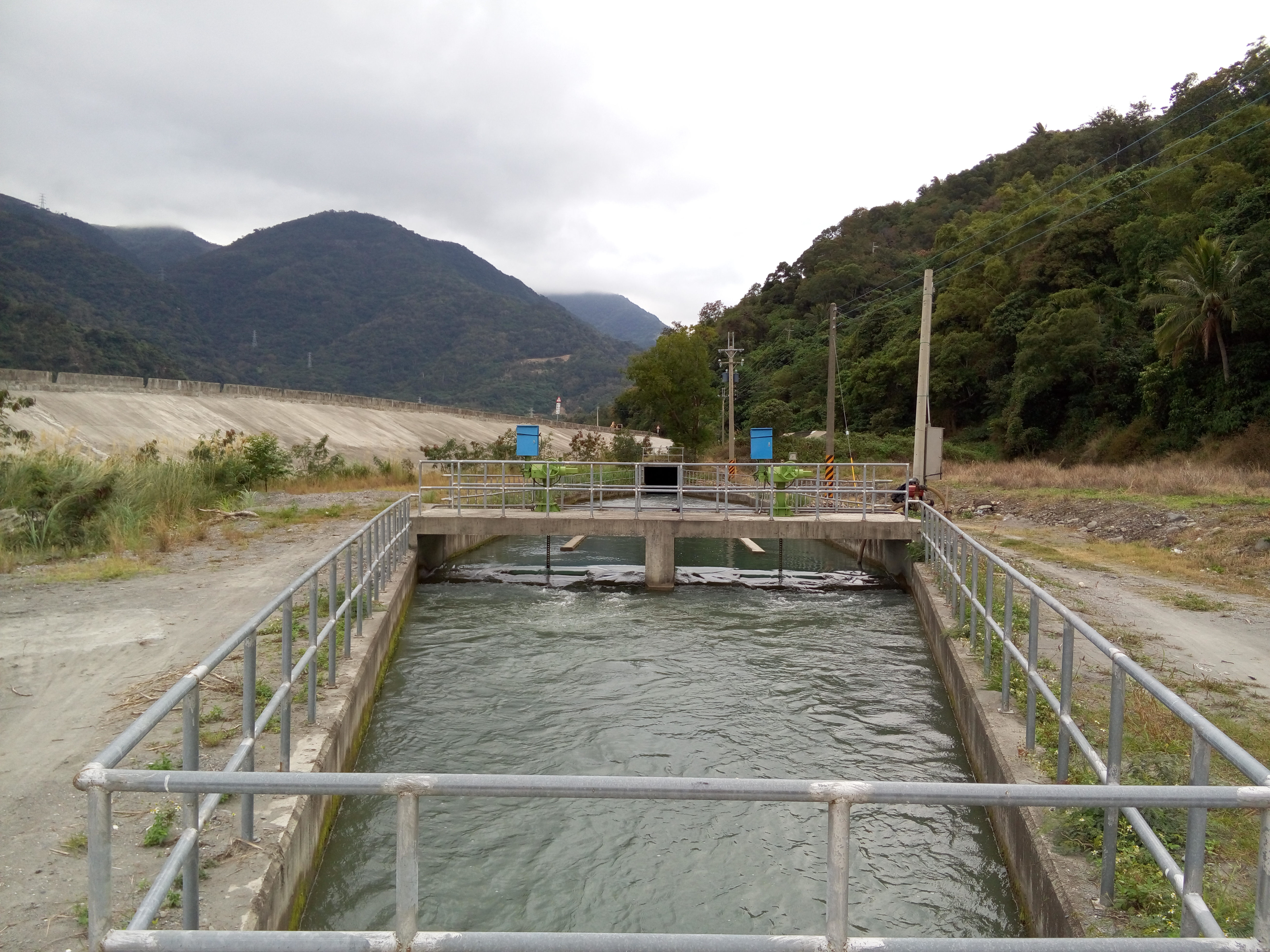
八八風災後重建的太麻里圳沉砂池
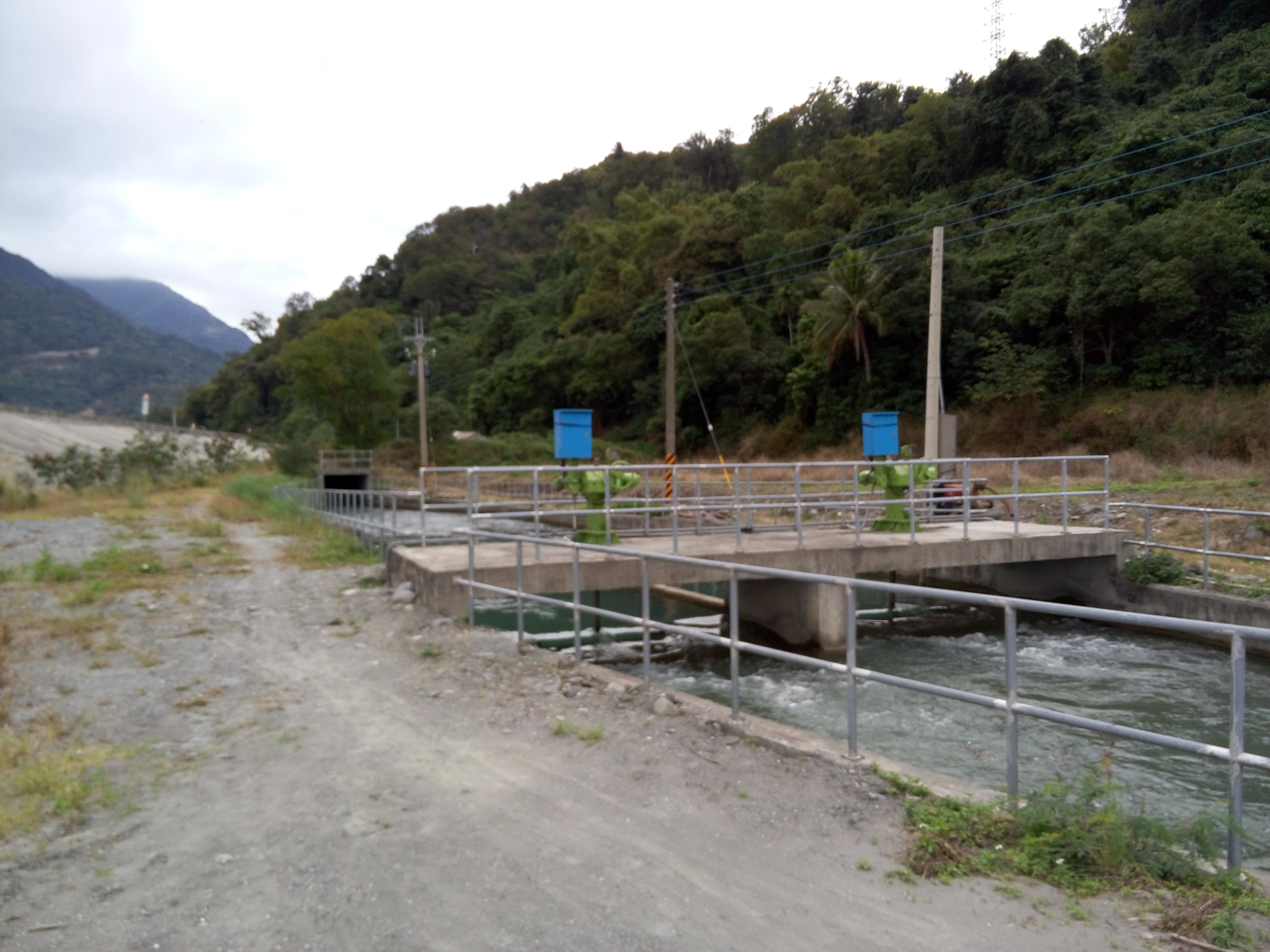
八八風災後重建的太麻里圳沉砂池
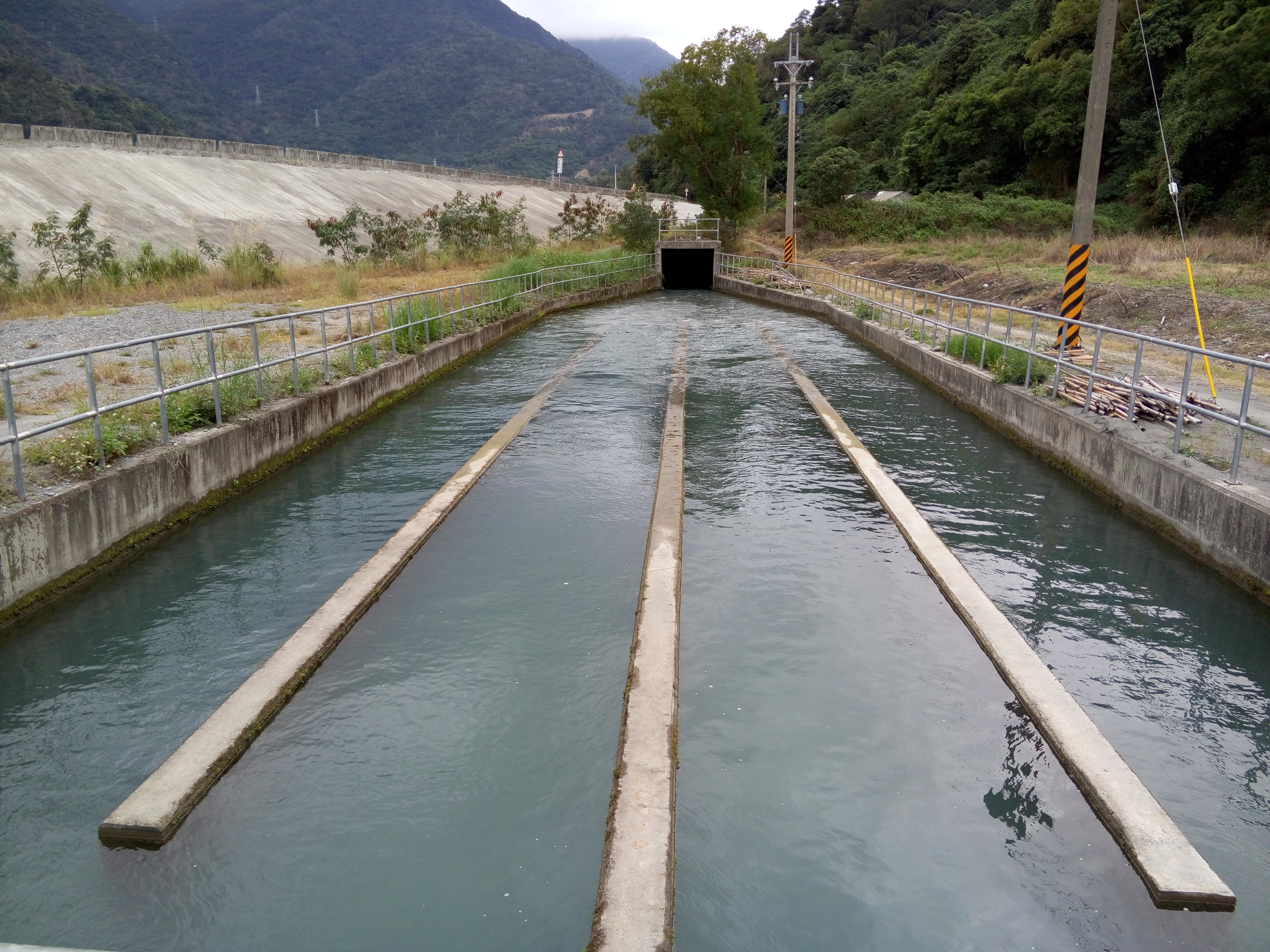
八八風災後重建的太麻里圳沉砂池
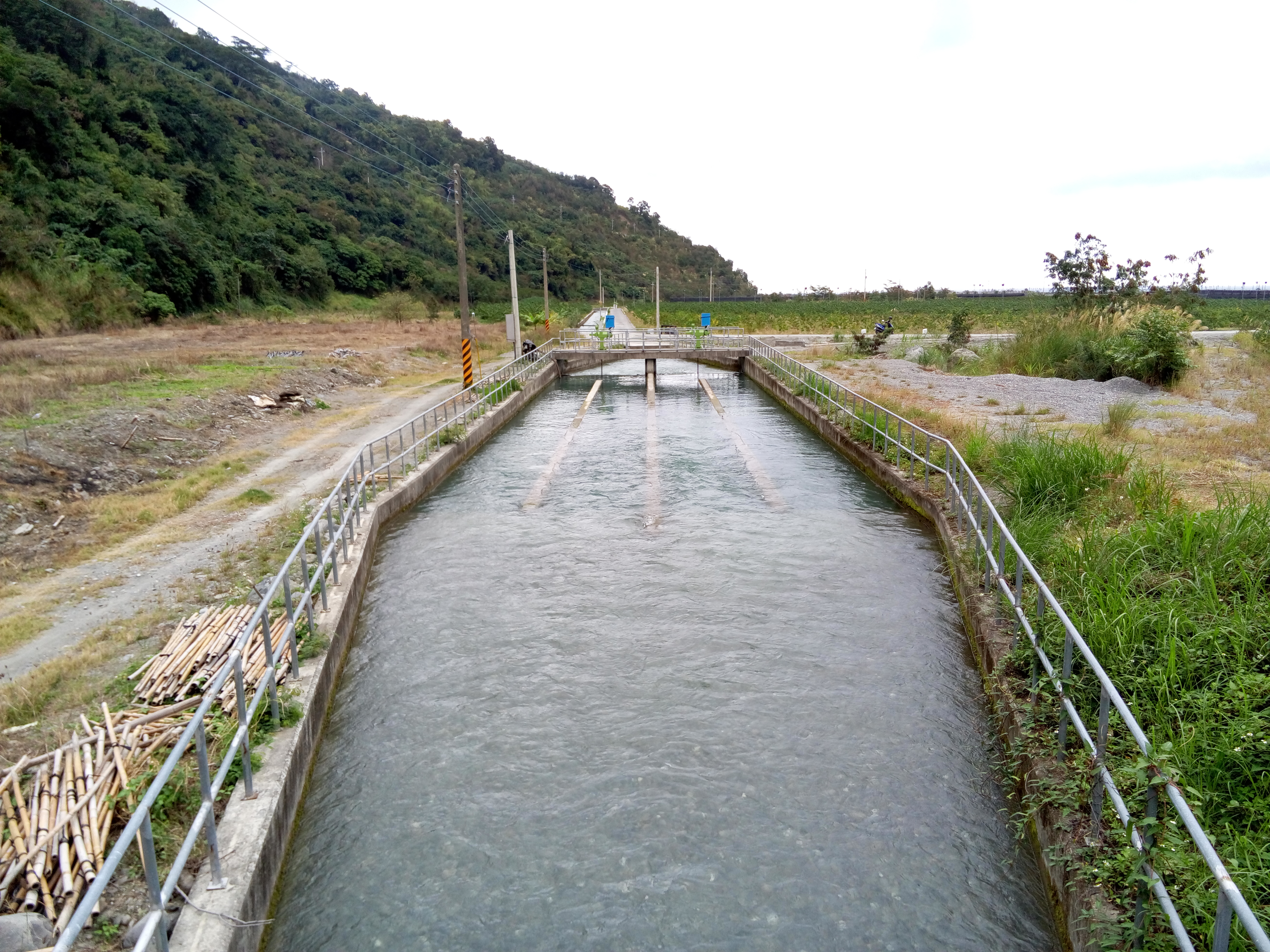
八八風災後重建的太麻里圳沉砂池

### 導水設施
太麻里圳幹線全長2.40公里，最大輸水容量為1.0C.M.S.，總灌溉面積60.2公頃（莫拉克災區重建後統計）。

## 改善工程
- 太麻里圳支分線改善工程[3]

該工程目的為改善太麻里圳圳路老舊之問題，工程於2004年（民國93年）施工。
- 臺東農田水利會太麻里圳進水口修復工程[4]

太麻里圳進水口因2010年（民國99年）8月8日莫拉克颱風帶來豪雨造成太麻里溪兩岸堤防潰堤，將原有進水口及沉砂池沖毀，嚴重影響太麻里地區當地農田灌溉，為維持正常供灌，台東農田水利會撥款進行太麻里圳進水口災害修復工程，總工程費用新台幣1375萬3千元。
本工程包含進水口1座、暗渠工141公尺、明渠工35.5公尺、電動吊門機1組、閘門體及門框1組、沉砂池1座、暗渠工64公尺及其他1全，受益面積為214公頃，年產值約新台幣2000萬。

## 周遭景點
- 拉灣橋

## 資料來源
1. ↑  .   [2015-02-09]. （原始内容存档于2014-12-08）.
2. 1 2 3  .   [2015-02-09]. （原始内容存档于2015-02-09）.
3. ↑  .   [2004]. （原始内容存档于2015-02-09）.
4. 1 2 3  .   [2010-08-08]. （原始内容存档于2015-02-09）.